# Правительство Кристерссона
Правительство Кристерссона — правительство Швеции, сформированное 18 октября 2022 года, под руководством премьер-министра Ульфа Кристерссона (Умеренная коалиционная партия). Представляет собой правительство меньшинства, состоящее из Умеренной коалиционной партии, Христианских демократов и Либералов при поддержке в риксдаге Шведских демократов. Ульф Кристерссон был избран премьер-министром большинством голосов в риксдаге после того как четыре партии заключили Соглашение Тидё. Правительство сменило правительство под руководством премьер-министра Магдалены Андерссон.
По итогам парламентских выборов 11 сентября 2022 года оппозиционный праволиберальный блок выиграл с незначительным перевесом у партий правящего красно-зеленого блока (176 мандатов в риксдаге против 173). 15 сентября премьер-министр Швеции Магдалена Андерссон подала спикеру парламента Андреасу Норлену прошение об отставке. Спикер парламента Андреас Норлен предложил Кристерссону рассмотреть возможность формирования кабинета. 17 октября Кристерссон избран премьер-министром. За Кристерссона высказались 176 депутатов из 349, против — 173. 18 октября  Кристерссон опубликовал декларацию своего правительства.

## Состав правительства
| Должность                                                   | Имя                           | Начало           | Конец            | Партия                        |
| ----------------------------------------------------------- | ----------------------------- | ---------------- | ---------------- | ----------------------------- |
| Канцелярия Премьер-министра                                 |                               |                  |                  |                               |
| Премьер-министр                                             | Ульф Кристерссон              | 18 октября 2022  | В должности      | Умеренная коалиционная партия |
| Министр по делам Евросоюза                                  | Йессика Росвалль              | 18 октября 2022  | 10 сентября 2024 | Умеренная коалиционная партия |
| Министр по делам Евросоюза                                  | Йессика Русенкранц            | 10 сентября 2024 | В должности      | Умеренная коалиционная партия |
| Министерство юстиции                                        |                               |                  |                  |                               |
| Министр юстиции                                             | Гуннар Стрёммер               | 18 октября 2022  | В должности      | Умеренная коалиционная партия |
| Министр миграции                                            | Мария Мальмер Стенергард      | 18 октября 2022  | 10 сентября 2024 | Умеренная коалиционная партия |
| Министр миграции                                            | Йохан Форсселль               | 10 сентября 2024 | В должности      | Умеренная коалиционная партия |
| Министерство иностранных дел                                |                               |                  |                  |                               |
| Министр иностранных дел                                     | Тобиас Билльстрём             | 18 октября 2022  | 10 сентября 2024 | Умеренная коалиционная партия |
| Министр иностранных дел                                     | Мария Мальмер Стенергард      | 10 сентября 2024 | В должности      | Умеренная коалиционная партия |
| Министр внешней торговли и международного сотрудничества    | Йохан Форсселль               | 18 октября 2022  | 10 сентября 2024 | Умеренная коалиционная партия |
| Министр внешней торговли и международного сотрудничества    | Беньямин Дуса                 | 10 сентября 2024 | В должности      | Умеренная коалиционная партия |
| Министерство обороны                                        |                               |                  |                  |                               |
| Министр обороны                                             | Пол Йонсон                    | 18 октября 2022  | В должности      | Умеренная коалиционная партия |
| Министр гражданской обороны                                 | Карл-Оскар Болин              | 18 октября 2022  | В должности      | Умеренная коалиционная партия |
| Министерство социальных дел                                 |                               |                  |                  |                               |
| Министр социальных дел                                      | Якоб Форссмед                 | 18 октября 2022  | В должности      | Христианские демократы        |
| Министр здравоохранения                                     | Акко Анкарберг Юханссон       | 18 октября 2022  | В должности      | Христианские демократы        |
| Министр по делам престарелых и социального страхования      | Анна Тенье                    | 18 октября 2022  | В должности      | Умеренная коалиционная партия |
| Министр социальных служб                                    | Камилла Вальтерссон Грёнвалль | 18 октября 2022  | В должности      | Умеренная коалиционная партия |
| Министерство финансов                                       |                               |                  |                  |                               |
| Министр финансов                                            | Элизабет Свантессон           | 18 октября 2022  | В должности      | Умеренная коалиционная партия |
| Министр финансовых рынков                                   | Никлас Викман                 | 18 октября 2022  | В должности      | Умеренная коалиционная партия |
| Министр государственного управления                         | Эрик Слоттнер                 | 18 октября 2022  | В должности      | Христианские демократы        |
| Министерство образования                                    |                               |                  |                  |                               |
| Министр образования                                         | Матс Перссон                  | 18 октября 2022  | 10 сентября 2024 | Либералы                      |
| Министр образования                                         | Юхан Персон                   | 10 сентября 2024 | 28 июня 2025     | Либералы                      |
| Министр образования и интеграции                            | Симона Мохамссон              | 28 июня 2025     | В должности      | Либералы                      |
| Министр по делам школ                                       | Лотта Эдхольм                 | 18 октября 2022  | 28 июня 2025     | Либералы                      |
| Министр гимназического и высшего образования и исследований | Лотта Эдхольм                 | 28 июня 2025     | В должности      | Либералы                      |
| Министерство по делам климата и промышленности              |                               |                  |                  |                               |
| Министр энергетики и промышленности Вице-премьер            | Эбба Буш                      | 18 октября 2022  | В должности      | Христианские демократы        |
| Министр климата и окружающей среды                          | Ромина Пурмохтари             | 18 октября 2022  | В должности      | Либералы                      |
| Министерство сельского хозяйства и инфраструктуры           |                               |                  |                  |                               |
| Министр сельского хозяйства                                 | Петер Кулльгрен               | 18 октября 2022  | В должности      | Христианские демократы        |
| Министр инфраструктуры и жилищного строительства            | Андреас Карльсон              | 18 октября 2022  | В должности      | Христианские демократы        |
| Министерство культуры                                       |                               |                  |                  |                               |
| Министр культуры                                            | Париса Лийестранд             | 18 октября 2022  | В должности      | Умеренная коалиционная партия |
| Министерство рынка труда                                    |                               |                  |                  |                               |
| Министр рынка труда и интеграции                            | Юхан Персон                   | 18 октября 2022  | 10 сентября 2024 | Либералы                      |
| Министр рынка труда и интеграции                            | Матс Перссон                  | 10 сентября 2024 | 28 июня 2025     |                               |
| Министр рынка труда                                         | Юхан Бриц                     | 28 июня 2025     | В должности      | Либералы                      |
| Министр по вопросам равноправия                             | Паулина Брандберг             | 18 октября 2022  | 10 сентября 2024 | Либералы                      |
| Министр по вопросам равноправия и трудовой политики         | Паулина Брандберг             | 10 сентября 2024 | 1 апреля 2025    | Либералы                      |
| Министр по вопросам равноправия и трудовой политики         | Нина Ларссон                  | 1 апреля 2025    | 28 июня 2025     | Либералы                      |
| Министр по вопросам равноправия                             | Нина Ларссон                  | 28 июня 2025     | В должности      | Либералы                      |